# The Draughtsman's Contract
The Draughtsman's Contract (El contracte del dibuixant) és una pel·lícula de comèdia dramàtica britànica del 1982 escrita i dirigida per Peter Greenaway, el seu primer llargmetratge convencional (després del llargmetratge fals documental The Falls). Produïda originalment per al Channel 4, la pel·lícula és una forma de assassinat misteriÓS, ambientada a la zona rural de Wiltshire, Anglaterra el 1694 (durant el regnat conjunt de Guillam III i Maria II). L'ambientació d'època es reflecteix en la banda sonora de Michael Nyman, que pren molt en préstec de Henry Purcell, i en els dissenys de vestuari extensos i elaborats (que, per efecte, exageren una mica els de l'època). L'acció es va rodar a la casa i als jardins formals de Groombridge Place. La pel·lícula va rebre el Gran Premi de l'Associació de Crítics de Cinema de Bèlgica.

## Argument
El senyor Neville, un artista jove i brillant, és contractat per la senyora Virginia Herbert per produir una sèrie de dotze dibuixos de paisatges de la seva casa de camp, les seves dependències i jardins, com a regal per al seu marit fred i negligent, que actualment està fora de casa.
Part del contracte és que la senyora Herbert accepta complir les demandes sexuals del senyor Neville. Segueixen diverses trobades sexuals entre ells, cadascuna indicant reticències o angoixa per part de la senyora Herbert, i agressió o insensibilitat sexual per part del senyor Neville. Durant la seva estada, el senyor Neville no agrada a molts dels habitants i visitants de la finca, especialment al gendre de la senyora Herbert, el senyor Talmann.
Finalment, la senyora Herbert, cansada per l'apetit sexual excessiu del senyor Neville, intenta rescindir el contracte abans que s'acabin els dibuixos. Però Neville es nega i les seves trobades continuen com abans. Aleshores, la filla casada però sense fills de la senyora Herbert, la senyora Talmann, frustrada per la manca d'interès del seu marit pel sexe, fa xantatge a Neville per a un segon contracte, en el qual accepta complir amb les seves demandes sexuals, en lloc de ella amb les seves. La senyora Talman vol quedar embarassada i sap que és poc probable que això passi amb el seu marit.
El senyor Herbert no torna quan s'espera, i finalment es descobreix el seu cadàver al fossat. El senyor Neville completa els seus dibuixos i se'n va, però torna a fer un desafortunat tretzè dibuix. Durant la seva visita, se sorprèn quan la senyora Herbert li proposa sexe i fan l'amor. La senyora Herbert també indica que el pla de la seva filla de concebre un fill del senyor Neville ha tingut èxit.
Al vespre, mentre sembla que el senyor Neville està acabant l'esbós final, se li acosta un home emmascarat, òbviament el senyor Talmann disfressat, a qui s'uneixen l'administrador de la finca i l'antic promès de la senyora Herbert, el senyor Noyes, el seu veí, el senyor Seymour. i els bessons Poulenc, excèntrics terratinents locals.
El grup acusa el senyor Neville de l'assassinat del senyor Herbert, perquè els dibuixos es poden interpretar com a suggerir més d'un acte il·legal i implicar més d'una persona. També l'acusen de la violació sexual de la senyora Herbert, com ho demostra la seva robada sexual amb ella aquella tarda.
En Neville s'adona, massa tard, que ha estat atrapat per la senyora Herbert. Malgrat les seves protestes, el grup d'homes el cega i el mata a cops, i finalment llança el seu cos al fossat del lloc on es va trobar el cadàver del senyor Herbert.

## Repartiment
- Anthony Higgins com a R. Neville
- Janet Suzman com Virginia Herbert
- Dave Hill com el senyor Herbert
- Anne-Louise Lambert com Sarah Talmann
- Hugh Fraser com el Sr Talmann
- Neil Cunningham com a Thomas Noyes
- David Meyer com a germà Poulenc
- Tony Meyer com a germà Poulenc
- Nicholas Amer com a Parkes
- Suzan Crowley com a senyora Pierpont
- Lynda La Plante com a senyora Clement
- Michael Feast com l'estàtua
- David Gant com a Seymour
- Alastair Cumming com a Philip
- Steve Ubels com Hoyten

## Temes
Encara que hi ha un misteri d'assassinat, la seva resolució no és explícita; s'implica que la mare (la senyora Herbert) i la filla (la senyora Talmann) van planejar l'assassinat del senyor Herbert. La senyora Herbert i la senyora Talmann van ser ajudades pel senyor Clarke, el jardiner, i el seu ajudant.
Per mantenir la finca a les seves mans, necessitaven un hereu. Com que el senyor Talmann era impotent, van utilitzar el senyor Neville com a semental. El Sr. Herbert va ser assassinat al lloc on va ser assassinat el Sr. Neville. (En el tractament original, el Sr. Herbert és assassinat al seu retorn el dia 12 i el lloc era vetat per ser pintat, perquè s'havia d'utilitzar com a lloc d'assassinat.)

## Antecedents
La pel·lícula es va inspirar quan Greenaway, que es va formar com a artista abans de convertir-se en cineasta, va passar tres setmanes dibuixant una casa prop de Hay-on-Wye mentre estava de vacances amb la seva família. De la mateixa manera que Mr. Neville a la pel·lícula final, cada dia treballava en una vista determinada a una hora determinada, per preservar els efectes d'il·luminació mentre esbossava dia a dia. Les mans que es mostren dibuixant a la pel·lícula són les pròpies de Greenaway, igual que els dibuixos completats.
El tall original de la pel·lícula durava unes tres hores. L'escena inicial va durar uns 30 minuts i mostrava a cada personatge parlant, almenys una vegada, amb tots els altres. Possiblement per fer la pel·lícula més fàcil de veure, Greenaway la va editar a 103 minuts. L'escena inicial té una durada d'uns 10 minuts i ja no mostra totes les interaccions entre tots els personatges. Algunes anomalies de la pel·lícula de versió llarga són anacronismes deliberats: la representació de l'ús d'un telèfon sense fil al segle XVII i la inclusió a les parets de la casa de pintures de Greenaway en emulació de Roy Lichtenstein que són en part visibles. a la versió estrenada de la pel·lícula.
La versió final publicada ofereix menys explicacions a les nombroses curiositats i misteris de la trama. El principal misteri de l'assassinat no es resol mai, encara que queden pocs dubtes sobre qui ho va fer. Les raons de l'"estàtua viva" al jardí i per què el Sr. Neville va adjuntar tantes condicions al seu contracte també estaven més desenvolupades en la primera versió.

## Ubicacions
Groombridge Place va ser el lloc principal d'aquesta història d'intrigues i assassinats del segle XVII.

## Música
La partitura de Michael Nyman deriva d'ostinatos de Henry Purcell superposat amb noves melodies, mentre que una de les pistes recurrents, aparentment exclosa de la banda sonora de la pel·lícula, és almenys en part. derivada del segon moviment de la Sonata per a violí en mi menor de Wolfgang Amadeus Mozart, K. 304. El pla original era utilitzar un sòl per cada dos dels dotze dibuixos, però Nyman afirma a les notes de folre que això era inviable. Es considera que el fonament d'una de les peces més populars, "An Eye for Optical Theory", probablement està compost per William Croft, un contemporani de Purcell. L'objectiu va ser crear una memòria generalitzada de Purcell, més que records específics, de manera que una peça tan fàcilment reconeixible com "Lament de Dido" no es considerava una font acceptable d'un fonament. Purcell està acreditat com a "assessor musical".
L'àlbum va ser el quart àlbum llançat per Michael Nyman i el tercer amb la Michael Nyman Band. "És com un clavicèmbal i moltes cordes, vent fusta i una mica de metall", va comentar Neil Hannon, líder de The Divine Comedy. "D'alguna manera només aconsegueixen... rockejar. Amb una venjança."
Les següents fonts bàsiques s'han extret del gràfic de The Music of Michael Nyman: Text, Context and Intertext de Pwyll ap Siôn, reordenades per coincidir amb la seva seqüència a l'àlbum.

### Llista de cançons
1. "Chasing Sheep Is Best Left to Shepherds"- 2:33 (King Arthur, Acte III, Escena 2, Preludi (com Cupido descen))
2. "The Disposition of the Linen"- 4:47 ("She Loves and She Confesses Too" (cançó secular, Z.413))
3. "A Watery Death"- 3:31 ("Pavan in B flat," Z. 750; "Chaconne" from Suite No. 2 in G Minor)
4. "The Garden Is Becoming a Robe Room"- 6:05 ("Here the deities approve" de Welcome to all the Pleasures (Ode); E minor ground in Henry Playford's collection, Musick's Hand-Maid (Second Part))
5. "Queen of the Night"- 6:09 ("So when the glitt'ring Queen of the Night" de The Yorkshire Feast Song)
6. "An Eye for Optical Theory"- 5:09 (Ground in C minor (D221) [atribuïda a William Croft])
7. "Bravura in the Face of Grief"- 12:16 ("The Plaint" de The Fairy-Queen, Act V)

La primera música que s'escolta a la pel·lícula és, de fet, una mica de la cançó de Purcell "Queen of the Night". "The Disposition of the Linen", en la seva formulació de Nyman, és un vals, una forma que data de Purcell (150 anys).
L'àlbum va ser publicat en disc compacte l'any 1989 per Virgin Records, comercialitzat als Estats Units per Caroline Records sota la seva marca Blue Plate. Inicialment això s'indicava amb un adhesiu; més tard es va incorporar al disseny de la contraportada en una mida molt més petita.
L'àlbum sencer ha estat regravat per la formació actual de la Michael Nyman Band. Vegeu The Composer's Cut Series Vol. I: The Draftsman's Contract.